# Sông Eder
Sông Eder là sông chính ở miền Bắc nước Đức, sông dài tổng cộng 177 km (110 mi) bắt đầu ở miền đông Nordrhein-Westfalen băng qua Hesse, nơi hợp lưu với sông Fulda.

## Lịch sử
Con sông được đề cập lần đầu tiên bởi sử gia người La Mã Tacitus. Trong tác phẩm Annals, ông mô tả chiến dịch của người La Mã chống lại Chatti dưới sự chỉ huy của Germanicus vào năm 15 sau công nguyên. 45,000 ngàn người lính La Mã đã tiêu diệt trung tâm chính Chatti, Mattium, ngay sau khi họi vượt sông Adrana (Eder).
Trong thời kỳ trung cổ, con sông từng được biết đến bởi những các tên như In the  Aderna, Adarna, Adrina.
Trên bờ sông Eder tại thị trấn Schwarzenau, gần Bad Berleburg, một nhóm tôn giáo được thành lập vào tháng 8 năm 1708; dòng Schwarzenau Brethren. Tám người đã rửa tội ba lần dưới sông Eder. Nhóm này di cư sang Mỹ, nơi những dấu tích của họ vẫn còn được tìm thấy cho đến ngày này.
Cho tới những năm cuối thế kỷ 19, con sông này cũng đã được những người địa phương gọi bằng cái tên Edder. Trong trường hợp tại Felsberg-Gensungen, các tiệm thuốc được gọi là Edder-Apotheke.

## Vàng trên sông Eder
Trầm tích trên sông Eder có chứa một tỷ lệ vàng. Đa số vàng này được cho là có nguồn gốc từ Eisenberg (Korbach), một trong những khu vực có trữ vàng lớn nhất ở Trung Âu. Vàng đang bị chảy dần ra khỏi Eisenberg bởi dòng sông Itter, kể từ khi đập Edersee được xây dựng, vàng đã chảy vào hồ Edersee.
Khai thác vàng trên sông Eder đã được biết đến từ năm 1308. Các khu vực lịch sử chính cho việc khai thác vàng là giữa Affoldern và Fritzlar. Trong thế kỷ thứ 14, những hiệp sĩ Teuton đã khai thác được vàng từ trầm tích sông Eder gần Obermöllrich. Trong thế kỷ 18, thậm chí đồng ducat được đúc từ vàng khai thác trên sông Eder; và ngày nay nó đã trở thành những vật giá trị để sưu tầm.
Mãi đến năm 1970, học sinh từ Duisburg tại trại hè gần đó, cùng với một giáo viên từ Marienhagen, một phần của thị trấn Vöhl, đi khai thác vàng từ trầm tích của sông Itter. Khai thác vàng dọc theo sông Eder vẫn còn phổ biến cho đến ngày nay.

## Lưu vực
Con sông bắt nguồn từ núi Ederkopf trong dãy Rothhaar ở miền đông Nordrhein-Westfalen, gần những con suối của các sông Lahn và Sieg. Tuy nhiên, không giống như Lahn và Sieg đều thuộc nhánh của sông Rhine, sông Eder chảy về phía đông bắc, đổ vào sông Fulda tại Edermünde, phía nam của Kassel. Sông Fulda sau đó hợp lưu với sông Werra tại Hann. 

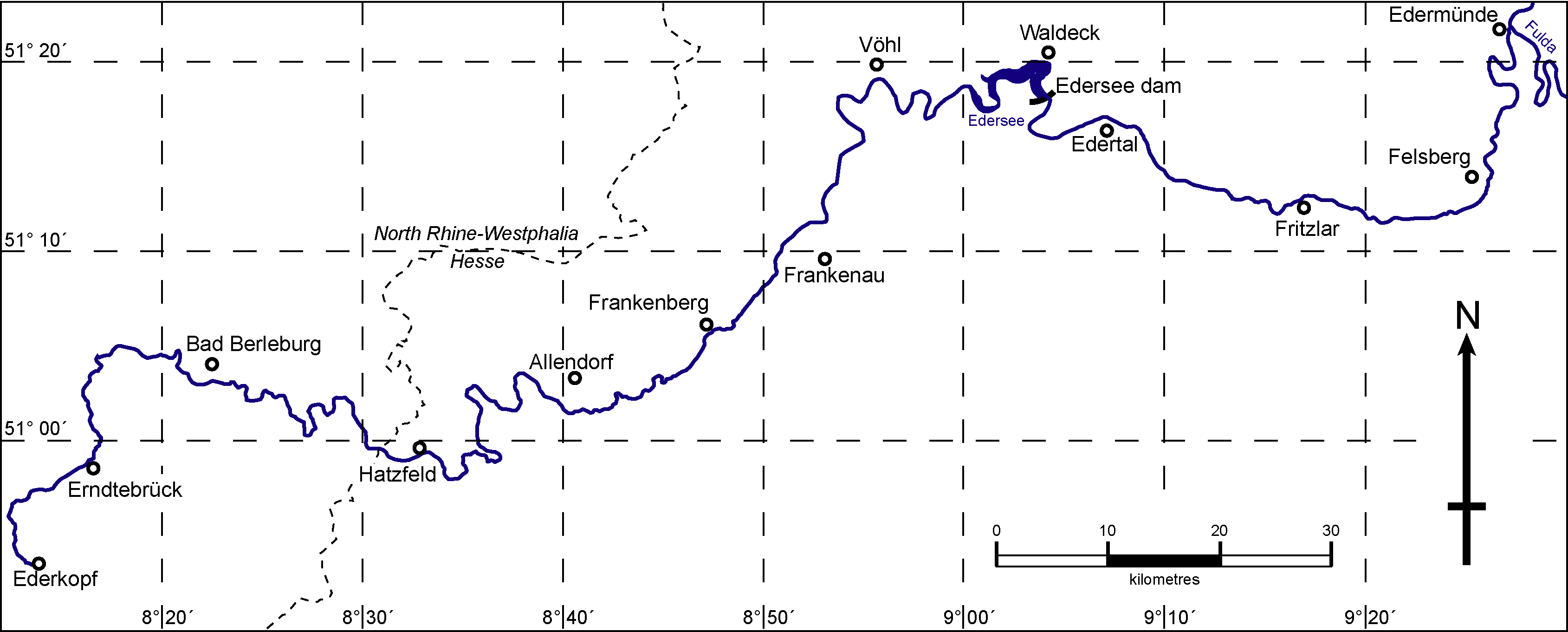
Lưu vực sông Eder

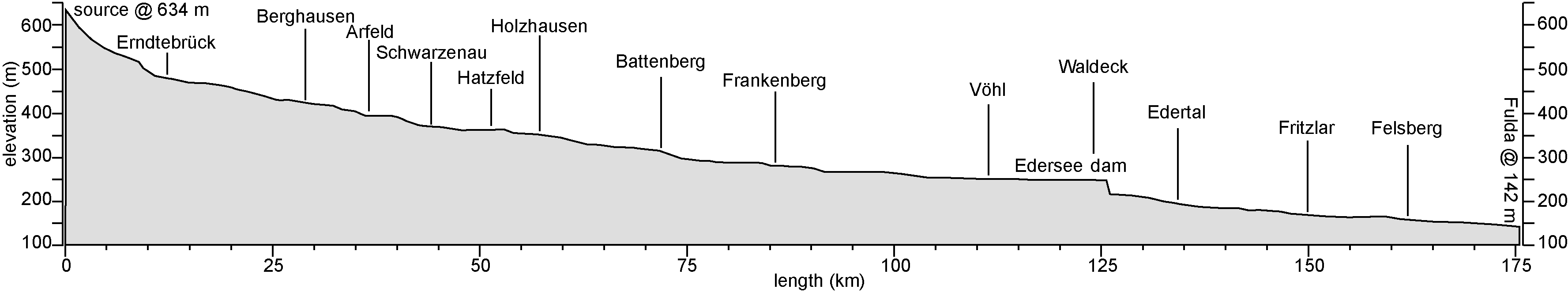
Cao độ lưu vực sông Eder

## Đập Edersee

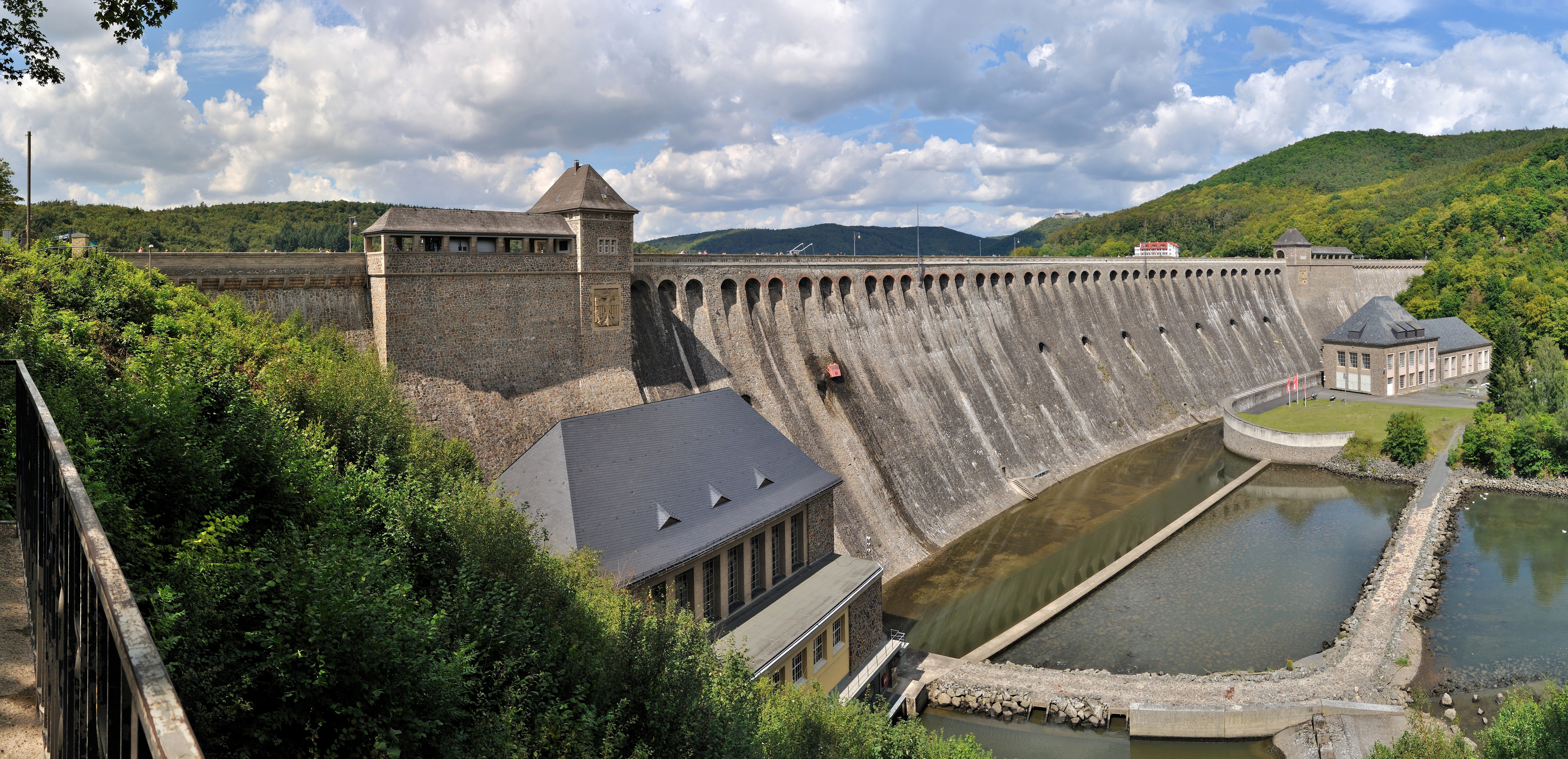
Đập Edersee gần Waldeck

Đập Edersee nằm ở phía nam thị trấn Waldeck. Nó được xây dựng bằng đá, bê tông và chiều cao xấp xỉ 47 mét (154 ft), và dài 400 mét (1.300 ft). Đập Edersee hoàn thành vào năm 1914; trong năm 2014, kỷ niệm 100 năm xây dựng đã được tổ chức. VIệc xây dựng đập đã hình thành hồ Edersee, dài khoảng 27 km (17 dặm) và chứa 200 khoảng triệu mét khối nước. Nó được sử dụng để tạo ra năng lượng cho thủy điện và điều chỉnh lưu lượng nước cho sông Weser.
Vào đêm của Tháng Năm ngày 17, 1943, máy bay ném bom Avro Lancaster của Không quân Hoàng gia số hiệu 617 Squadron được phát triển đặc biệt bởi Barnes Wallis để đánh bom tấn công các con đập, là một phần của chiến dịch Chastise. Đập đã sửa chữa lại và sử dụng trở lại trước khi kết thúc năm. Câu chuyện về các cuộc tấn công đã được mô tả lại trong bộ phim The Dam Busters vào năm 1955.

## Tuyến nhánh của sông Eder

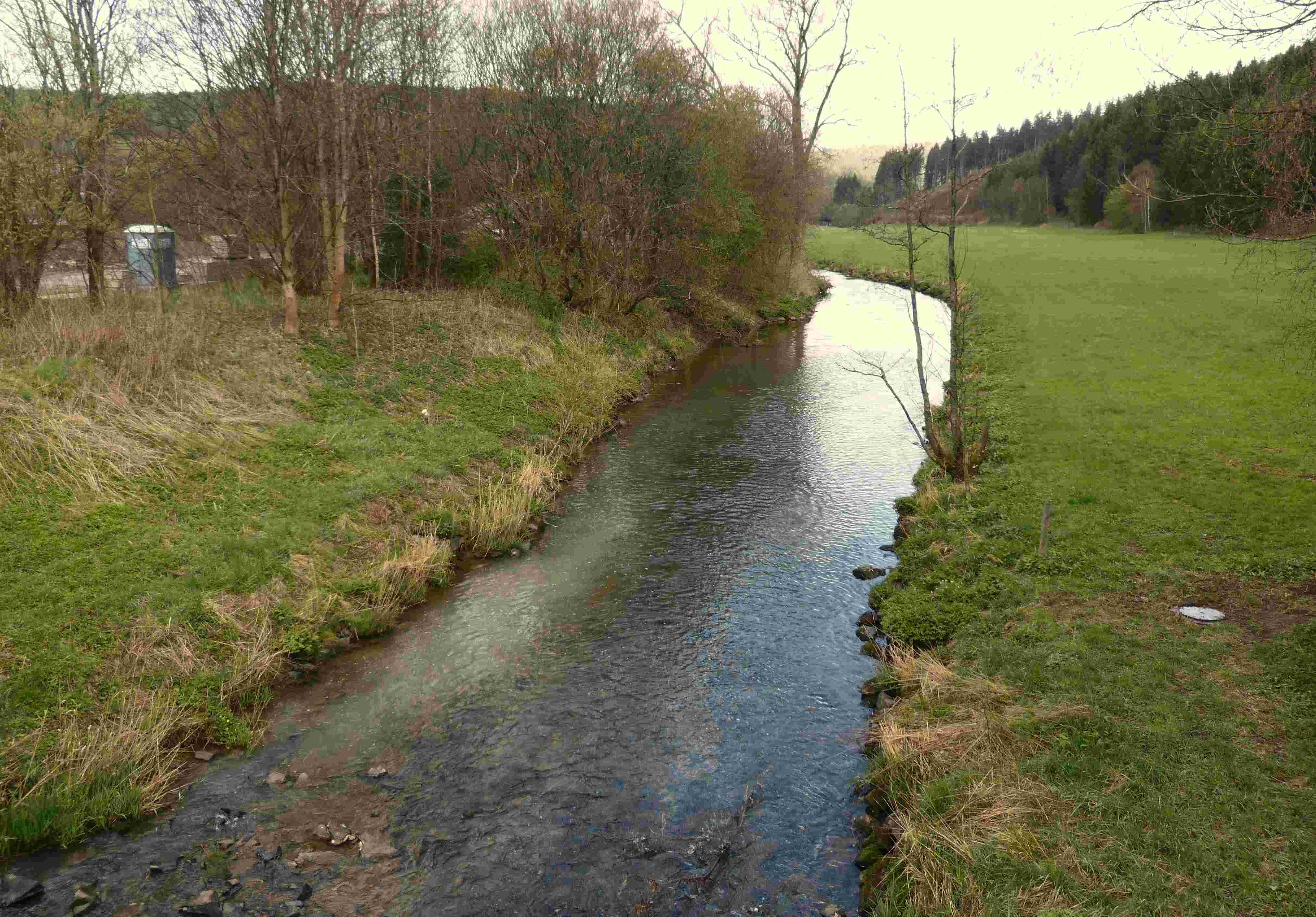
Sông Eder tại Goddelsbach (Erndtebrück)

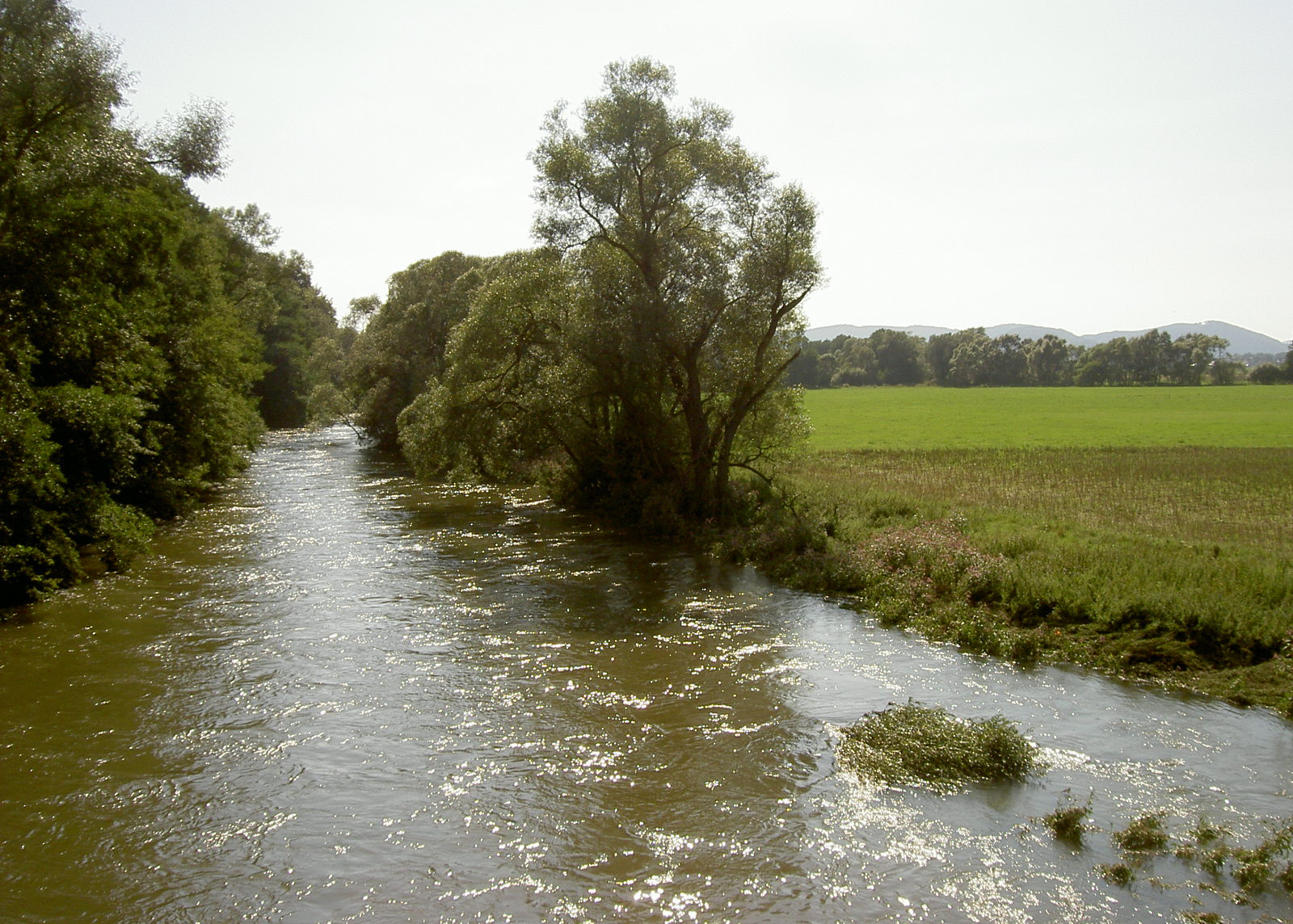
Sông Eder gần Frankenberg

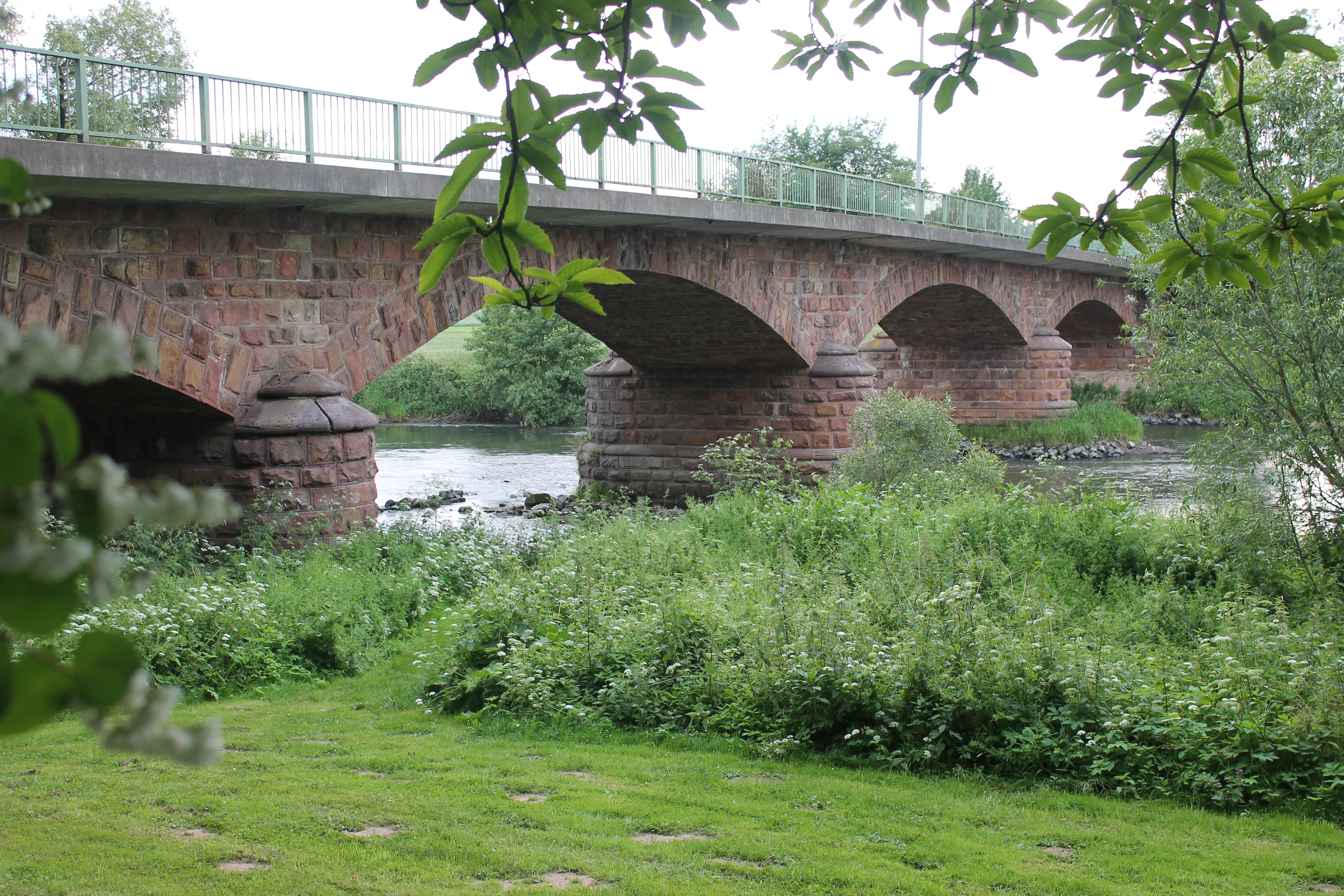
Cầu đá băng ngang sông Eder giữa Altenbrunslar và Neuenbrunslar

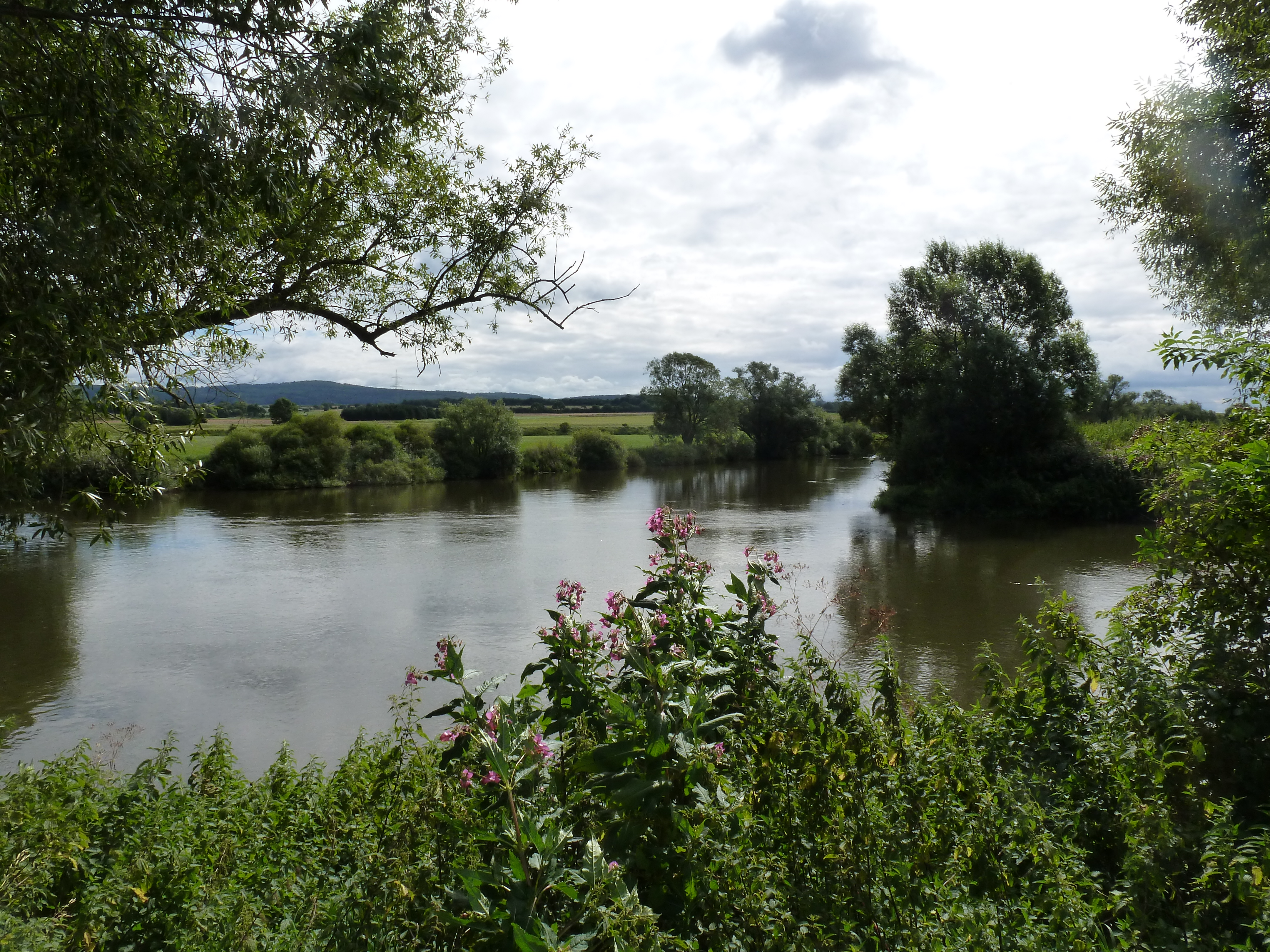
Sông Eder (bên phải) hợp lưu với sông Fulda gần Grifte in to the Fulda

Các phụ lưu quan trọng nhất của sông Eder (liệt kê từ thượng nguồn sông Eder đến Fulda-km):
| Tên               | Hướng hợp lưu | Độ dài (km) | Diện tích sông (km²) | Lưu lượng (l/s) | Điểm hợp lưu km | độ cao điểm hợp lưu (m ü.NHN) | Thứ tự trong hệ thống sông ngòi của Đức |
| ----------------- | ------------- | ----------- | -------------------- | --------------- | --------------- | ----------------------------- | --------------------------------------- |
| Wähbach           | phải          | 6.0         | 6.717                | 6.9             | 514             | 428-112                       |                                         |
| Benfe             | phải          | 11.2        | 19.446               | 11.9            | 479             | 428-114                       |                                         |
| Elberndorfer Bach | trái          | 9.0         | 10.733               | 13.6            | 470             | 428-118                       |                                         |
| Röspe             | trái          | 8.6         | 37.013               | 17.7            | 450             | 428-12                        |                                         |
| Kappel            | trái          | 7.3         | 27.443               | 21.8            | 431             | 428-132                       |                                         |
| Preisdorf         | phải          | 6.0         | 8.506                | 14.2            | 425             | 428-1334                      |                                         |
| Trüfte            | trái          | 9.7         | 16.576               | 27.1            | 413             | 428-134                       |                                         |
| Altmühlbach       | phải          | 5.3         | 14.459               | 27.9            | 410             | 428-136                       |                                         |
| Rinther Bach      | phải          | 6.1         | 9.12                 | 30.3            | 406             | 428-138                       |                                         |
| Odeborn           | trái          | 21.2        | 85.064               | 31.3            | 403             | 428-14                        |                                         |
| Grundbach         | phải          | 5.1         | 7.507                | 33.1            | 399             | 428-152                       |                                         |
| Lützelsbach       | trái          | 5.6         | 6.437                | 34.8            | 395             | 428-154                       |                                         |
| Leisebach         | phải          | 4.6         | 12.375               | 38.7            | 380             | 428-156                       |                                         |
| Arfe              | trái          | 5.4         | 5.401                | 39.6            | 377             | 428-158                       |                                         |
| Lindenhöferbach   | phải          | 4.1         | 12.034               | 189.8           | 48.9            | 349                           | 428-1596                                |
| Elsoff            | trái          | 19.0        | 48.925               | 948.1           | 50.0            | 345                           | 428-16                                  |
| Eifaer Bach       | phải          | 4.5         | 7.211                | 103.3           | 54.2            | 342                           | 428-172                                 |
| Riedgraben        | trái          | 7.6         | 11.319               | 173.4           | 69.0            | 305                           | 428-174                                 |
| Elbrighäuser Bach | trái          | 10.8        | 17.768               | 321.3           | 70.5            | 301                           | 428-176                                 |
| Nitzelbach        | trái          | 10.6        | 8.397                | 132.4           | 73.7            | 295                           | 428-178                                 |
| Linspherbach      | trái          | 18.3        | 33.107               | 565.8           | 77.0            | 286                           | 428-18                                  |
| Hainerbach        | trái          | 7.3         | 10.132               | 103.7           | 80.4            | 280                           | 428-192                                 |
| Goldbach          | trái          | 9.5         | 13.838               | 155.8           | 84.5            | 273                           | 428-1952                                |
| Nemphe            | phải          | 14.2        | 38.383               | 293.5           | 86.9            | 270                           | 428-198                                 |
| Nuhne             | trái          | 36.9        | 156.747              | 2661.6          | 89.3            | 267                           | 428-2                                   |
| Lengelbach        | phải          | 11.4        | 25.848               | 209.9           | 96.3            | 255                           | 428-32                                  |
| Orke              | trái          | 38.2        | 278.867              | 3844.5          | 97.5            | 254                           | 428-4                                   |
| Lorfe             | phải          | 11.8        | 24.281               | 245.7           | 101.4           | 250                           | 428-512                                 |
| Itter*            | trái          | 11.6        | 76.131               | 771.3           | 105.8           | 247                           | 428-531                                 |
| Aselbach*         | trái          | 6.6         | 18.103               | 135.4           | 112.4           | 246                           | 428-533                                 |
| Banferbach*       | phải          | 7.2         | 16.383               | 213.9           | 115.2           | 245                           | 428-535                                 |
| Werbe*            | trái          | 13.2        | 42.263               | 322.6           | 122.2           | 245                           | 428-537                                 |
| Reiherbach*       | trái          | 7.4         | 27.322               | 188.9           | 122.3           | 245                           | 428-538                                 |
| Netze             | trái          | 12.9        | 29.04                | 169.5           | 134.0           | 194                           | 428-554                                 |
| Wesebach          | phải          | 25.3        | 63.433               | 618.2           | 135.7           | 191                           | 428-56                                  |
| Wilde             | phải          | 17.1        | 51.868               | 471.4           | 140.6           | 183                           | 428-58                                  |
| Elbe              | trái          | 33.7        | 123.47               | 731.3           | 146.2           | 174                           | 428-6                                   |
| Schwalm           | phải          | 97.1        | 1298.783             | 9044.5          | 159.5           | 158                           | 428-8                                   |
| Ems               | trái          | 34.1        | 146.214              | 753.3           | 164.9           | 151                           | 428-92                                  |
| Pilgerbach        | trái          | 8.8         | 25.593               | 102.2           | 175.5           | 145                           | 428-98                                  |